# Pierre Bernadau
Pierre Bernadau (1762 - 1852), avocat au Parlement de Bordeaux, est passionné par tout ce qui touche l'histoire des mœurs bordelaises. Il est polygraphe, chroniqueur prolifique, publiant pamphlets, livres, poèmes satiriques, notes historiques. Il laisse des fonds manuscrits importants. Ses écrits sont une source incontournable pour toute étude sur les mœurs bordelaises entre 1789 et 1850.

## Biographie
| - Nécrologie |

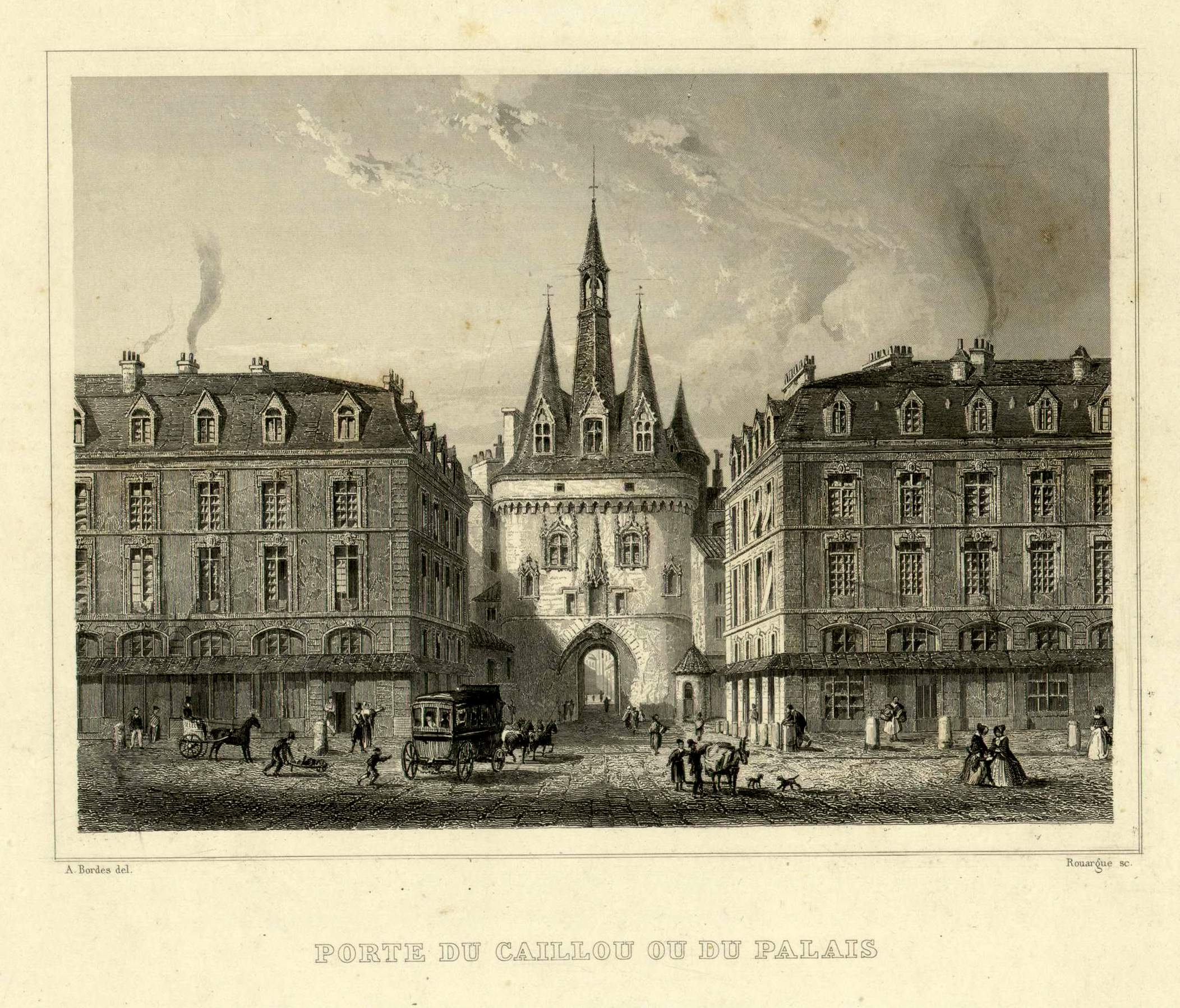
25 quai Richelieu est le bâtiment à gauche

Pierre Bernadau nait le 10 août 1762, fils de François Bernadau (1737-1796), maître vitrier, et de Catherine Michau (17??-1771), demeurant rue Mingin (l'actuelle rue Magendie à Bordeaux). Pierre a une sœur aînée Jeanne (1761-1817). Catherine, la mère de Pierre, décède en 1771 quand il a 9 ans. 
Après la mort de son épouse, François Bernadau et sa famille déménagent au no 42 rue Saint-James (le no 31 actuel). François épouse en deuxièmes noces Catherine Pomele (1752-1790). 
- Pierre suit sa scolarité au Collège de Guyenne, proche de son domicile.

- Le 12 mai 1787, Bernadau est reçu bachelier en droit et en septembre il obtient sa licence en droit pour devenir avocat au Parlement de Bordeaux. Cependant, Pierre Bernadau pratique peu le barreau. Il est attiré par l'histoire ; il veut devenir l'historien de Bordeaux et c'est en 1787 qu'il commence la rédaction de ses Tablettes, qui constituent les tomes 5 à 12 des Œuvres héréditaires, notes et chroniques qu'il utilise pour rédiger ses livres sur l'histoire de Bordeaux.

- Pierre Bernadau embrasse la Révolution et les idées républicaines avec passion. À Bordeaux, comme dans toutes les grandes villes, des clubs républicains et des sociétés révolutionnaires fleurissent. Bernadau en fonde une, basée à son domicile, rue Saint-James, qui laisse une tache indélébile sur son mémoire : c'est à partir de cette officine qu'il envoie des lettres de dénonciation de ses concitoyens à la Commission militaire révolutionnaire de Bordeaux. Plusieurs de ces lettres sont conservées aux archives municipales de Bordeaux[2]. Les personnes dénoncées passent des moments difficiles. Certaines d'entre elles sont guillotinées. Dans le milieu intellectuel bordelais, composé principalement d'aristocrates, Bernadau est persona non grata. Malgré tous ses efforts, il n'est jamais admis à l'Académie des sciences, belles lettres et arts de Bordeaux.

- En 1794, Bernadau est lui-même victime de la Terreur et passe 51 jours en prison pour avoir fait des remarques acerbes sur l’accoutrement féminin révolutionnaire. Sans un plaidoyer détaillé et passionné de son père, il risquait aussi sa tête[3].

- Son père meurt le 19 août 1796. Après la veuvage de sa sœur Jeanne, Pierre Bernadau habite avec elle et ses enfants. Puis, après la mort de Jeanne en 1817, avec la famille de son neveu, jusqu'à sa mort en 1852.

- À sa libération des geôles de la Terreur, Bernadau cesse toute activité politique. Il s'active au sein de plusieurs sociétés savantes, en particulier la Société Philomathique du Museum d'Instruction Publique, issue de la Société du Musée de Bordeaux après la suppression de celle-ci en 1793.

À partir de 1801, Pierre Bernadau est enseignant au Muséum de la rue Mably, construit par l'architecte Émile Combes et financé par Jean Goëthals et Issac Rodrigues. Il y contribue au Bulletin Polymathique du Museum d'instruction publique de Bordeaux avec de nombreux articles signés simplement « P.B ». Pierre Bernadau est élu secrétaire général de la Société Philomathique de Bordeaux en 1810.
- En 1814, Pierre Bernadau est nommé commissaire de police à Libourne, poste qu'il occupe pendant deux ans. C'est la seule fois qu'il s'absente de Bordeaux. À son retour, en 1816, il reprend son activité de chroniqueur et journaliste et continue, inlassablement, à remplir ses carnets sur la vie bordelaise, jusqu'à sa mort.

- En traversant le pont de pierre le 23 avril 1852, Pierre Bernadau est renversé par un véhicule nommé un « diable »[5]. Il meurt le 24 avril à 8 heures du matin à son domicile au no 26 quai de Bourgogne ou no 52 quai Bourgeois (le bâtiment donnant sur les deux voies). Aujourd'hui, l'adresse est le no 25 du quai Richelieu. Ses obsèques sont rapportées dans Courrier de la Gironde du 27 avril 1852 avec une faute d'orthographe sur son nom et une erreur sur son âge !

## Bernadau « le mal-aimé »
Pierre Bernadau n'est pas un homme aimable. En dehors de son cercle familial, il n'a presque pas d'amis. Il se voit comme le premier et le seul historien de Bordeaux, ne supportant aucune contradiction. Il est très jaloux de ses contemporains qui osent s'aventurer sur son territoire. Ses amis sont victimes d'articles au vitriol. Ses contemporains répondent à ses attaques avec de semblables invectives, selon la coutume de l'époque.
Son rôle de dénonciateur laisse des traces. De son vivant, Bernadau n'est pas accepté facilement dans des cercles intellectuels bordelais et, après sa mort, la situation empire.
Les manuscrits de Pierre Bernadau sont récupérés par la Bibliothèque municipale de Bordeaux et, en 1880, Jules Delpit, historien irréprochable, compile le catalogue du fonds Bernadau. Il y trouve beaucoup de remarques le concernant. Delpit et ses jeunes collègues étaient en effet, dans les années 1850, les futurs grands historiens bordelais et Bernadau, jaloux de leur réputation grandissante, ne lésinait pas sur les remarques désobligeantes à leur égard.
Delpit ne peut nier l'importance historique des écrits de Bernadau et dans ses résumés des documents, il reste assez neutre. Mais il ne peut non plus rester insensible aux critiques (injustifiées) à son égard. Dans ses relations privées, Delpit rappelle le passé de dénonciateur de Bernadau et son rejet par la bourgeoisie bordelaise. Il critique ses qualités d'historien. Les amis de Delpit sont issus du milieu qui était victime de la Terreur et les mémoires familiales en sont revivifiées. Ce qui a pour conséquence que les contemporains de Delpit, leurs élèves et immédiats successeurs sont « médisants » eux aussi. Personne ne cite les écrits de Pierre Bernadau parce qu'ils contiennent des erreurs historiques et quelques erreurs de date. Les qualificatifs relatifs à Bernadau sont peu flatteurs :
- « Avocat, journaliste, magistrat, poète, bibliographe, paléographe, historiographe, archéographe et même pornographe » (Jules Delpit[6]).
- « Bernadau :  mauvais écrivain, faux historien, antiquaire sans valeur, méchant homme. Jules Delpit, qui l'avait beaucoup connu et le méprisait, m'a dit tenir de son père, M. Delpit, conseiller à la cour de Cassation, après avoir été conseiller à la cour de Bordeaux, que ce misérable, pendant le régime de la Terreur à Bordeaux, complissait dans les clubs de cette ville le rôle ignoble de mouton, dénonçait ensuite à la Commission militaire ceux de ses concitoyens qu'il avait pu entraîner à témoigner de leurs sentiments contre-révolutionnaires, et avoir ainsi causé la mort sur l'échafaud de quatorze personnes. » (Marquis de Castelnau d'Essennault[7]).
- « C'est un vilain personnage, c'est un pied plat, bouffi de vanité et gangréné d'envie, menteur jusqu'à l'effronterie ayant au cœur la haine de toute supériorité, ramasseur de cancans et pornographe par goût' » (Paul Courteault[8] ).

Personne ne produit une critique raisonnée et les auteurs suivants, qui n'hésitent pas à être médisants sur la qualité des écrits de Pierre Bernadau, basent cependant leurs ouvrages sur ses mêmes écrits : 
- Paul Courteault, La Révolution et les théâtres à Bordeaux : d'après des documents inédits, Paris, Perrin et Cie, 1926, 287 p. (présentation en ligne, lire en ligne sur Gallica).

- Ernest Labadie, La Presse bordelaise pendant la Révolution : bibliographie historique. Ouvrage contenant vingt-cinq facsimilés de titres de journaux grandeur nature, trois portraits de journalistes, une séance du Club national, des têtes de page et des culs-de-lampe de l'époque révolutionnaire, Bordeaux, Y. Cadoret, 1910, 299 p. (lire en ligne), .

- Michel Lheritier, Les Débuts de la Révolution à Bordeaux : d'après les tablettes manuscrites de Pierre Bernadau, Paris, 1920, 158 p. (disponible sur Internet Archive).

Les historiens d'aujourd'hui, loin de l'époque de Delpit et ses élèves, utilisent les œuvres de Bernadau avec les précautions d'usage pour des manuscrits produits « à chaud ».
- Michel Colle, « Pierre Bernadau : Extraits des Tablettes (mars 1787-avril 1852) », sur Wordpress

- Philippe Gardy, « Le regard grincheux : Pierre Bernadau et l'ethnologie », dans L'ethnologie à Bordeaux : hommage à Pierre Métais, Bordeaux, Centre d'études et de la recherche ethnologiques, université de Bordeaux II, 1995.

- « Pierre Bernadau antidilettante : un avocat aux concerts du Musée de Bordeaux (1787-1792) », dans Patrick Taieb, Natalie Morel-Borota, Jean Gribenski, Le Musée de Bordeaux et la musique : 1783-1793, Université Rouen-Havre, 2005, 239 p. (ISBN 9782877757867).
- Anne de Mathan, Mémoires de Terreur : l'an II à Bordeaux, Bordeaux, Presses Universitaires de Bordeaux, coll. « Mémoire vive », 2002, 232 p. (ISBN 978-2-86781-288-0, présentation en ligne).

Avec le temps et l'oubli des attaques personnelles, l’œuvre de Bernadau est devenu incontournable pour l'histoire de Bordeaux entre 1788 et 1850. Cependant, il semble subsister une petite rancœur, car Bernadau, l'inventeur de la Viographie de Bordeaux n'a toujours pas une rue (ou une impasse) à son nom dans sa ville natale.

## L’œuvre de Pierre Bernadau
L’œuvre de Pierre Bernadau se divise en deux parties :
- Les textes imprimés, soit en forme de pamphlet, soit sous forme de livre. La quasi-totalité de ces documents est disponible en ligne. Les plus significatifs sont :

L'Histoire de Bordeaux depuis 1675 jusqu'à 1836.
Le Viographe : la première publication de l'histoire des noms des rues de Bordeaux. Le titre est encore édité.
Le Catalogue de la bibliothèque municipale de Bordeaux, publié en forme de livre. C'est la première fois qu'un catalogue est publié ainsi. Il a grandement contribué à la renommée nationale et internationale de la bibliothèque
- Les écrits manuscrits, qui constituent quelques dizaines de milliers de pages, sont conservés dans le Fonds Bernadau de la Bibliothèque municipale de Bordeaux :

La « Collection héréditaire » en 37 tomes ;
Le « Spicilège bordelais » en 45 tomes.
Ces documents, qui ont été numérisés, sont décrits brièvement ci-dessous.

### Œuvres imprimées

#### Histoire et curiosités de Bordeaux
- « Curiosités de la foire ou Tableau parlant de Bordeaux pendant la Révolution, (1793), 32 pages », sur Bibliothèque municipale de Bordeaux
- Antiquités bordelaises, ou Tableau historique de Bordeaux et du département de la Gironde, Bordeaux, Moreau, 1797, 408 p. (lire en ligne).
- Annales politiques, littéraires et statistiques de Bordeaux, Bordeaux, Moreau, 1803, 290 p. (présentation en ligne, disponible sur Internet Archive).
- Tableau de Bordeaux, ou Description historique et pittoresque des choses remarquables en tout genre que renferme cette ville, Bordeaux, A. Brossier, 1810, 214 p. (lire en ligne).
- Histoire de Bordeaux depuis l'année 1675 jusqu'à 1836, Bordeaux, Balarac jeune, 1837, 605 p. (lire en ligne). Vol. 1 ; Vol. 2
- Histoire de Bordeaux, Bordeaux, A. Castillon, 1839, 527 p. (présentation en ligne, disponible sur Internet Archive).

- Précis de l'histoire française en vers techniques, contenant l'indication sommaire des principaux événements de cette histoire avec leur date fixe, Bordeaux, A. Castillon, 1839, 23 p..

#### Viographie
Pierre Bernadau est le premier à faire un recueil des origines des noms des rues et monuments de Bordeaux ; il invente même le nom « Viographie » : Le viographe bordelais : Revue historique des monuments de Bordeaux, Bordeaux, Gazay, 1844, 383 p. (lire en ligne). Le livre, avec des nouveautés, continue d'être édité.
Priore, à la publication de ce livre de Bernadau, publie dans le Bulletin Polymathique du Muséum d'instruction publique de Bordeaux une série d'études sur l'histoire de quelques rues ou quartiers à Bordeaux :
- Rue Neuve
- Allées de Tourny
- Rues des Fossés
- Quartier Chapeau-Rouge
- rue Cahernan
- rue de la Lande
- rue du loup
- rue du Hâ
- la Porte Basse
- rue Saint Catherine
- rues Maucaullau, Ducasse, Andouilles
- rue des Épiciers et des Argentiers

#### Catalogue de la bibliothèque de Bordeaux
Le premier catalogue de la bibliothèque municipale de Bordeaux est compilé par Jean-Baptiste Monbalon, premier bibliothécaire de la ville, en quatorze registres. 
Entre 1830 et 1852 Pierre Bernadau et Jean-Isidore Delas publient une série de catalogues des livres composant la Bibliothèque municipale en six tomes :
- Science et arts (1830)[B 13]
- Science et arts (1847)[B 14]
- Histoire (1832)[B 15]
- Histoire (1851)[B 16]
- Belles-lettres (1837)[B 17]
- Théologie (1842)[B 18]

Cette édition, la première du genre en France, est publiée aux frais de l’État, largement diffusée dans les milieux savants et contribue au rayonnement de la bibliothèque municipale de Bordeaux.
Et en 1850 les mêmes auteurs ont publié une notice historique sur la fondation et les accroissements successifs de la Bibliothèque de Bordeaux.

#### Excursions autour de Bordeaux
Pendant toute sa longue vie Pierre Bernadau n'a pratiquement jamais quitté la région de Bordeaux.
- « Promenade à Talence, ou Description de la maison de campagne de MM. Raba frères, extraite de quelques lettres sur les environs de Bordeaux adressées à M, négociant à Marseille », Bulletin Polymathique du muséum d'instruction publique de Bordeaux,‎ 1802, p. 347- (lire en ligne)
- « Voyage à Bordeaux à La Teste (8-10 août 1822) »  (préf. André Rebsomen), Revue Historique de Bordeaux et du département de la Gironde, no 3,‎ 1954, p. 101-111.
- Itinéraire des bateaux à vapeur de Bordeaux à Royan : contenant des notices historiques et pittoresques sur les particularités les plus remarquables qu'offrent les villes et les communes rurales bordant les deux côtés de la rivière que les bateaux parcourent dans leur route, Bordeaux, Imprimerie de Suwerinck, 1836, 35 p. (lire en ligne).
- Itinéraire des bateaux à vapeur de Bordeaux à Marmande : contenant des notices historiques et pittoresques sur les particularités les plus remarquables qu'offrent les villes et les communes rurales bordant les deux côtés de la rivière que les bateaux parcourent dans leur route, Bordeaux, Imprimerie de Suwerinck, 1836, 30 p. (lire en ligne).

#### Publications diverses
- « Discours du Gascon, sur le globe aérostatique de Bordeaux ; notes manuscrites de P.B. », 1784, 20 pages, cote D 65796.

- « Observations adressées aux patriotes, en faveur des quatre médocains, arrêtés à Cussac, et constitués prisonniers à Bordeaux, pendant une semaine, (1789), 14 pages », sur Bibliothèque municipale de Bordeaux

- Décision sur les ventes où il y a lésion, Bordeaux, Moreau, 1798 ?, 40 p. (lire en ligne sur Gallica).

- « Grammaire nouvelle de la langue du Bengale (1820), 331 pages, Cote Ms 0713-1/52 », sur Bibliothèque municipale de Bordeaux

### Manuscrits
La bibliothèque municipale de Bordeaux conserve la quasi totalité des manuscrits de Pierre Bernadau. Ces documents sont numérisés et le lecteur trouve des résumés et un lien vers la bibliothèque ci-dessous. Dans son catalogue des manuscrits de la bibliothèque, Jules Delpit donne une courte description de chacun.

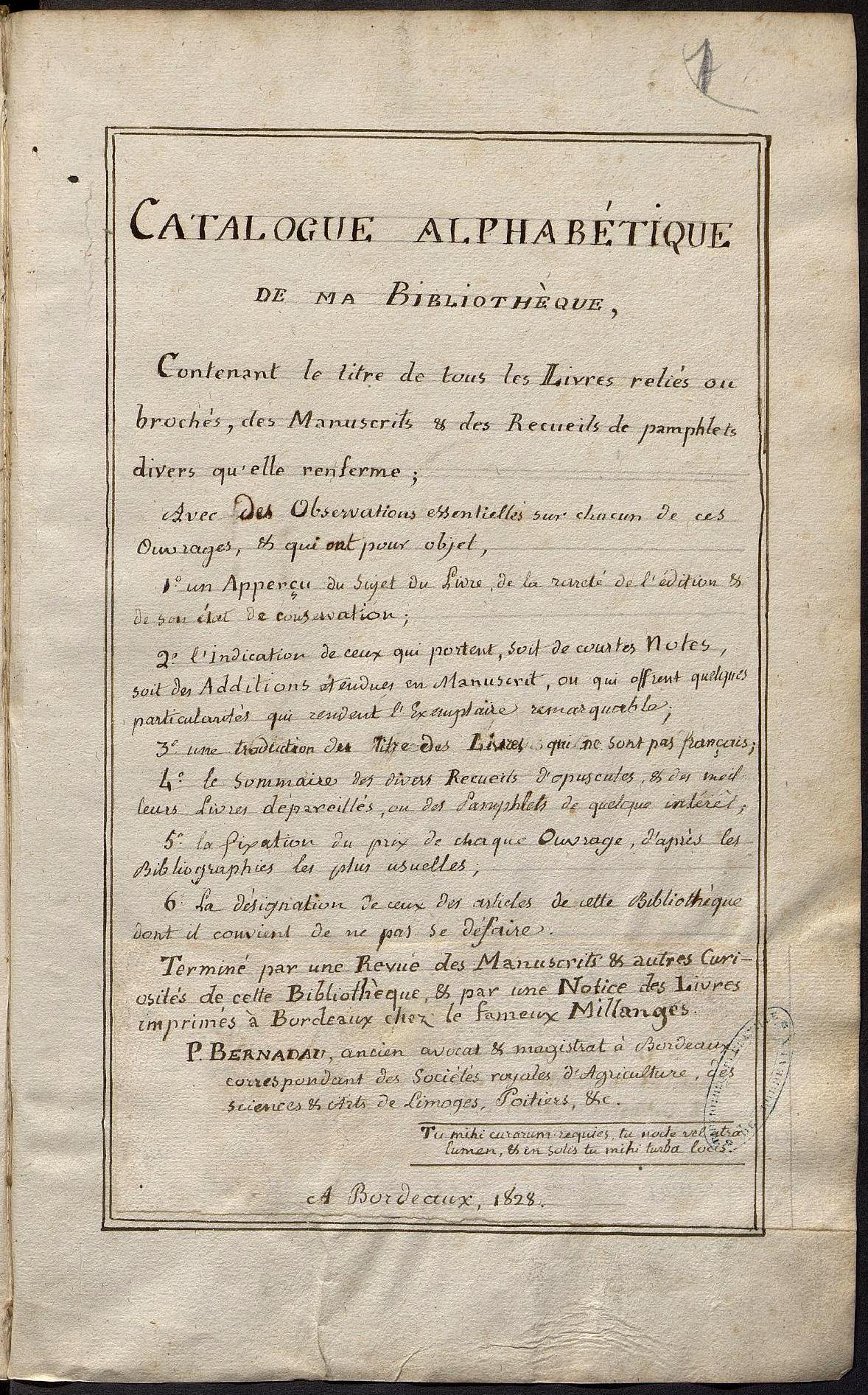
Catalogue, page 1

Catalogue des archives Bernadau
- « Catalogue alphabétique de ma bibliothèque », 128 pages ; cote Ms 0713-2/51.

- « Catalogue de la collection Bernadau », 18XX, 202 pages, cote Ms 4150.

Manuscrits par ordre chronologique
- Description de Bordeaux, suivie des Observations publiées dans le tems (1785) sur ce livre, avec des notes historiques et critiques sur ces deux ouvrages, Bordeaux, Paul Pallandre, 1785, 408 p. (lire en ligne).

- « Chroniques générales de Bordeaux pour le XVIIIe siècle. Tome I », 1801, 572 pages, Cote Ms 0713-1/45.

- « Mémoires manuscrits sur divers sujets nouveaux d'histoire et de littérature, considérés sous des rapports philosophiques avec quelques dessins inédits », 1824, 498 pages, cote Ms 0713-1/40.

- « Dissertations historiques manuscrites sur divers sujets de topographie, de statistique, d'archéographie, de bibliologie, de littérature et de philosophie, qui ont rapport à l'histoire et aux antiquités de Bordeaux », 1826, 366 pages, cote Ms 0713-1/41.

- « Compléments des derniers dictionnaires historiques et biographiques ou Notices alphabétiques des auteurs qui sont omis dans les meilleurs biographes », 1830, 427 pages, cote Ms 0713-1/38.

- « Chroniques générales de Bordeaux, pour les XVIIIe et XIXe siècles. Tome II », 1834, 504 pages, cote Ms 0713-1/46 .

- « Chroniques générales de Bordeaux, pour les XVIIIe et XIXe siècles. Tome III », 1836, 600 pages, cote Ms 0713-1/47.

- « Annales politiques, littéraires et statistiques de Bordeaux : continuation de la partie de cet ouvrage, qui est imprimé en 268 pages in 4°, à commencer de l’endroit où cesse ce qui en a été publié en 1803, allant jusqu’au 10 mars 1789, dont le dernier article n’est pas entièrement imprimé, & reprend à la feuille manuscrite ci-après page 269 », 1835 ?, 267 pages, cote Ms 0713-1/14bis .

- « Les Antiquités bordelaises, ou Tableau historique, littéraire & statistique de Bordeaux & du département de la Gironde, contenant la suite des articles qui n'ont pu entrer dans l'ouvrage publié sous ce titre en 1797, ou qui ont été composés depuis, & dont les matières renfermées dans ce volume sont relatives aux divers arrondissements de ce département, leur capitale exceptée, attendu qu'elle est décrite dans le volume précédent », 1839, 538 pages, cote Ms 0713-2/48.

- « Les antiquités bordelaises. Tome II » ; 1840, 418 pages, Cote Ms 0713-2/49.

- « Manuscrits historiques, cartes, plans, portraits, dessins et autres documents rares ou peu connus, concernant Bordeaux ancien et moderne », 1843, 124 pages, cote Ms 0713-2/52.

- « Panthéon littéraire d'Aquitaine : dictionnaire biographique. Liste des écrivains & artistes originaires des Départements dont se compose l'ancienne Guyenne, depuis le IVe siècle jusqu'à présent », 18??, 62 pages, Cote Ms 0713-2/50.

#### La « Collection héréditaire »

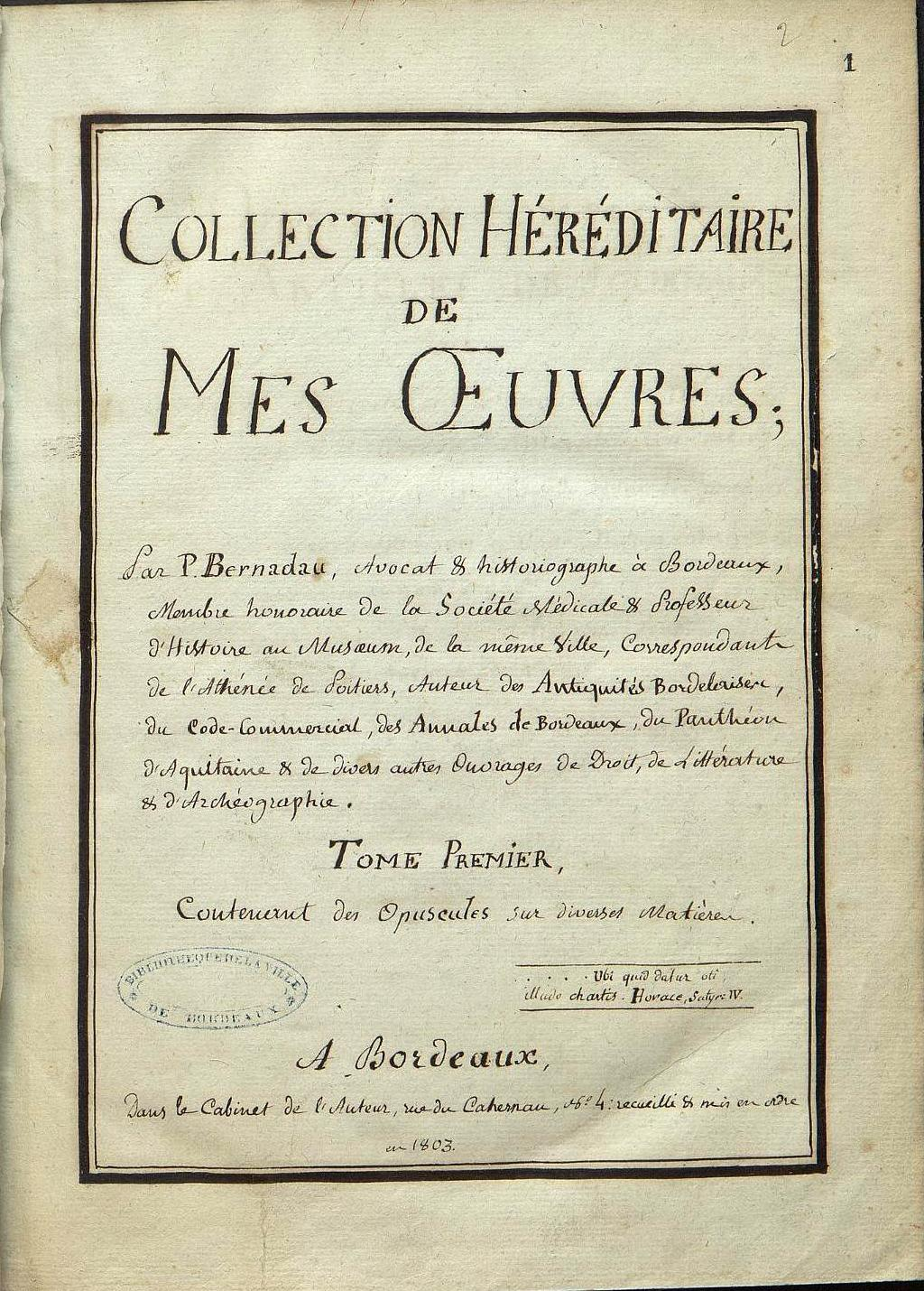
Collection héréditaire
tome 1, page 1

#### Spicilège bordelais
Le « Spicilège bordelais » est une collection, réunie par Pierre Bernadau en 45 tomes, de divers écrits officiels ou privés, imprimés, gravés ou manuscrits, tous relatifs à l'histoire civile et littéraire de Bordeaux depuis le XVe siècle. Beaucoup de documents portent des notes et observations manuscrites de Pierre Bernadau.
Les documents sont conservés à la Bibliothèque municipale de Bordeaux, qui les a numérisés. Ci-dessous les liens vers les documents.

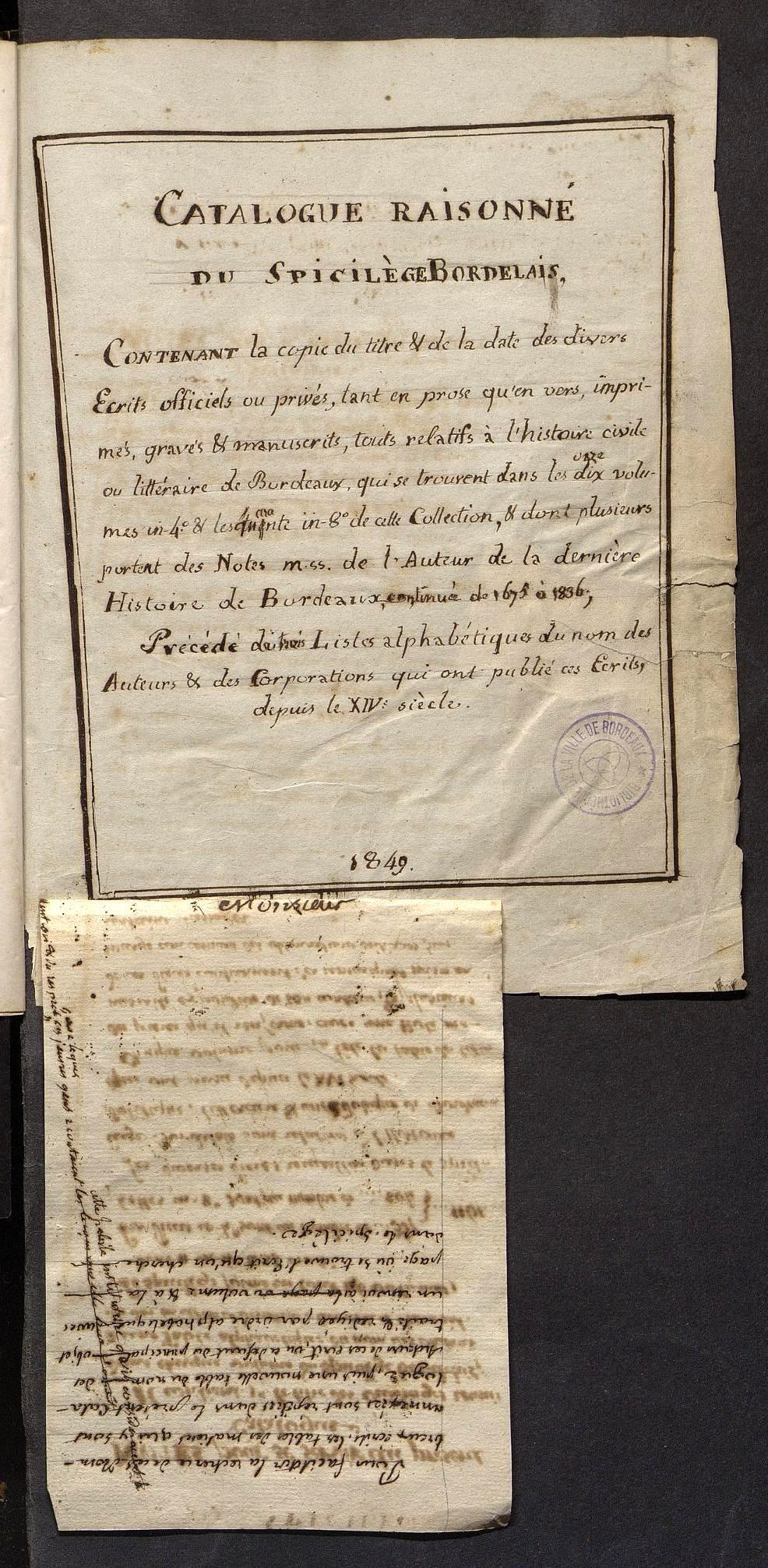
Catalogue Spicilèges page 1

### Recueil de documents
Pierre Bernadau était un collectionneur de documents contemporains qui avaient un rapport avec l'histoire de Bordeaux. Il ajoutait presque toujours des annotations manuscrites avec l'intention de s'en servir pour une publication ultérieure.
- « Écrits sur Bordeaux contenant 14 pièces imprimées avec des notes et une table manuscrite », c 1845, 233 pages, cote Ms 0713-1/50.

- « Collection d'autographes depuis l'année 1682 jusqu'en 1839. Tome I », 1839, 464 pages, cote Ms 0713-1/48.

- « Dissertations de Filippo Venuti sur divers monumens de Bordeaux, avec des additions manuscrites archéographiques, critiques & supplémentaires relatives à cet ouvrage », 149 pages, cote Ms 0713-1/42.

- « Sales attici, ou mélanges littéraires, historiques et facétieux, inédits ou peu connus, de divers auteurs ; contenant des pièces de vers latins & français sur différents sujets, des fragments curieux de philosophie, d'histoire, de littérature & d'économie, des chansons de table & autres en vogue, des facéties et vaudevilles anecdotiques sur l'ancienne cour, avec des remarques critiques sur certains passages de ces mélanges », 1700, 678 pages, cote Ms 0713-1/43.

- « Ecrits sur Bordeaux : L'ouvrage contient 5 pièces annotées de la main de Bernadau », 176 pages, cote Ms 0713-1/51.

- « Écrits sur Bordeaux : L'ouvrage contient 18 pièces », 437 pages, cote Ms 0713-1/51.

## Liens vers les écrits de Pierre Bernadau
1. ↑  Pierre Bernadau, « Recherches historiques sur une ancienne rue de Bordeaux (Rue Neuve) », Bulletin Polymathique du muséum d'instruction publique de Bordeaux,‎ 18??, p. 91-93 (lire en ligne).
2. ↑  Pierre Bernadau, « Recherches historiques sur les Allées de Tourny, pour faire suite au supplément des Antiquités Bordelaises », Bulletin Polymathique du muséum d'instruction publique de Bordeaux,‎ 18??, p. 89-93 (lire en ligne).
3. ↑  Pierre Bernadau, « Recherches historiques sur la grande rue de Bordeaux, appelée les Fossés, pour servir de supplément aux Antiquités Bordelaises (I) », Bulletin Polymathique du muséum d'instruction publique de Bordeaux,‎ 1806, p. 91- (lire en ligne sur Gallica).
Pierre Bernadau, « Recherches historiques sur la grande rue de Bordeaux, appelée les Fossés, pour servir de supplément aux Antiquités Bordelaises (II) », Bulletin Polymathique du muséum d'instruction publique de Bordeaux,‎ 1806, p. 185- (lire en ligne sur Gallica).
Pierre Bernadau, « Recherches historiques sur la grande rue de Bordeaux, appelée les Fossés, pour servir de supplément aux Antiquités Bordelaises (III) », Bulletin Polymathique du muséum d'instruction publique de Bordeaux,‎ 1806, p. 402-406 (lire en ligne).
4. ↑  Pierre Bernadau, « Recherches historiques sur le nom du quartier du Chapeau-Rouge (I) », Bulletin Polymathique du muséum d'instruction publique de Bordeaux,‎ 1803, p. 271- (lire en ligne sur Gallica).
Pierre Bernadau, « Recherches historiques sur le nom du quartier du Chapeau-Rouge (II) », Bulletin Polymathique du muséum d'instruction publique de Bordeaux,‎ 1803, p. 291- (lire en ligne).
5. ↑  Pierre Bernadau, « Recherches historiques sur la rue du Cahernan », Bulletin Polymathique du muséum d'instruction publique de Bordeaux,‎ 1804, p. 65-71 (lire en ligne).
6. ↑  Pierre Bernadau, « Notice sur la rue de Lalande », Bulletin Polymathique du muséum d'instruction publique de Bordeaux,‎ 1804, p. 230 (lire en ligne).
7. ↑  Pierre Bernadau, « Notice historique sur la rue du Loup, à Bordeaux », Bulletin Polymathique du muséum d'instruction publique de Bordeaux,‎ 1804, p. 131-135 (lire en ligne).
8. ↑  Pierre Bernadau, « Notice historique sur la rue du Hâ », Bulletin Polymathique du muséum d'instruction publique de Bordeaux,‎ 1804, p. 326- (lire en ligne sur Gallica).
9. ↑  Pierre Bernadau, « Notice historique sur les portes de ville que l'on démolit en ce moment à Bordeaux », Bulletin Polymathique du muséum d'instruction publique de Bordeaux,‎ 18??, p. 297-302 (lire en ligne).
10. ↑  Pierre Bernadau, « Recherches historiques sur rue Saint Catherine », Bulletin Polymathique du muséum d'instruction publique de Bordeaux,‎ 1808, p. 434- (lire en ligne sur Gallica).
11. ↑  Pierre Bernadau, « Recherches historiques sur rue du Maucailau, Ducasse et des Andouilles », Bulletin Polymathique du muséum d'instruction publique de Bordeaux,‎ 1809, p. 46- (lire en ligne sur Gallica).
12. ↑  Pierre Bernadau, « Recherches historiques sur rues des Épiciers et rue des Argentiers », Bulletin Polymathique du muséum d'instruction publique de Bordeaux,‎ 1809, p. 298- (lire en ligne).
13. ↑  Pierre Bernadau et Isidore Delas, Catalogue des livres composant la Bibliothèque de la ville de Bordeaux : Science et arts, Paris, Imprimerie Royale, 1830, 835 p. (disponible sur Internet Archive).
14. ↑  Pierre Bernadau et Isidore Delas, Catalogue des livres composant la Bibliothèque de la ville de Bordeaux : Science et arts, Bordeaux, Imprimerie Durand, 1847, 313 p. (disponible sur Internet Archive).
15. ↑  Pierre Bernadau et Isidore Delas, Catalogue des livres composant la Bibliothèque de la ville de Bordeaux : Histoire, Paris, Imprimerie Royale, 1832, 840 p. (disponible sur Internet Archive).
16. ↑  Pierre Bernadau et Isidore Delas, Catalogue des livres composant la Bibliothèque de la ville de Bordeaux : Histoire, Paris, Imprimerie Durand, 1851, 430 p. (disponible sur Internet Archive).
17. ↑  Pierre Bernadau et Isidore Delas, Catalogue des livres composant la Bibliothèque de la ville de Bordeaux : Belles-lettres, Paris, Imprimerie Royale, 1837, 313 p. (lire en ligne).
18. ↑  Pierre Bernadau et Isidore Delas, Catalogue des livres composant la Bibliothèque de la ville de Bordeaux : Théologie, Paris, Imprimerie Royale, 1842, 754 p. (disponible sur Internet Archive).
19. ↑  Pierre Bernadau et Isidore Delas, Notice historique sur la fondation et les accroissements successifs de la Bibliothèque de Bordeaux, Bordeaux, Imprimerie Durand, 1850, 29 p. (lire en ligne).